# Herniker
Die Herniker waren eine alt-italische Völkerschaft, die mit den Sabinern verwandt war.
Sie saßen ursprünglich in der Nähe von Rom, siedelten aber früh in das Tal des Flusses Trerus (Sacco) über. 486 v. Chr. traten die Herniker dem römisch-latinischen Bund bei.
Nachdem Anagnia, der Hauptort der Herniker, und andere Ortschaften am zweiten Samnitenkrieg teilgenommen hatten, wurden die Herniker 306 v. Chr. zu steuer- und dienstpflichtigen Untertanen gemacht.
241 v. Chr. erhielten sämtliche Herniker das römische Vollbürgerrecht.